# Circoniscus amazonicus
Circoniscus amazonicus är en kräftdjursart som beskrevs av Lima 1996. Circoniscus amazonicus ingår i släktet Circoniscus och familjen Scleropactidae. Inga underarter finns listade i Catalogue of Life.